# Stah Guentis
Stah Guentis (în arabă سطح قنطيس) este o comună din provincia Tébessa, Algeria.
Populația comunei este de 3.689 de locuitori (2008).